# Вежайка (Кудымкарский район)
Вежайка — деревня в Кудымкарском районе Пермского края. Входила в состав Верх-Иньвенского сельского поселения. Располагается западнее от города Кудымкара. Расстояние до районного центра составляет 43 км. Рядом с деревней протекает река Вежайка. По данным Всероссийской переписи населения 2010 года, в деревне проживало 28 человек (19 мужчин и 9 женщин).

## История
По данным на 1 июля 1963 года, в деревне проживало 199 человек. Населённый пункт входил в состав Вежайского сельсовета.